# Croix de chemin de Mazerolles-du-Razès
La croix de chemin de Mazerolles-du-Razès est une croix située à Mazerolles-du-Razès, en France.

## Localisation
La croix est située dans le porche d'entrée de l'église de la commune de Mazerolles-du-Razès, dans le département français de l'Aude.

## Historique
L'édifice est inscrit au titre des monuments historiques en 1941.